# Seiya Maikuma
Seiya Maikuma (毎熊 晟矢 Maikuma Seiya?), född 16 oktober 1997 i Nagasaki prefektur, är en japansk fotbollsspelare.
Maikuma började sin karriär 2020 i V-Varen Nagasaki.